# Anselmo José da Cruz Sobral
Anselmo José da Cruz Sobral (2 de Abril de 1728 – 11 de Março de 1802), 2.º Senhor do Morgado de Sobral de Monte Agraço, foi um empresário português, de família que se enobreceu no século XVIII.

## Família
Filho de João Francisco da Cruz e de Joana Maria de Sousa. Teve muitos irmãos importantes, como António José da Cruz, José Francisco da Cruz Alagoa e Joaquim Inácio da Cruz Sobral.

## Biografia
Trabalhou com seu pai e depois, seguindo o exemplo de seus irmãos, seguiu o negócio e foi para Génova, onde se empregou e aprendeu a arte do comércio. Casou-se por lá. Voltando para o Reino de Portugal se estabeleceu em Lisboa com uma opulentíssima casa, cheio de honras e crédito.
Foi Fidalgo da Casa Real por Alvará da Rainha D. Maria I de Portugal e do Rei D. Pedro III de Portugal, em 3 de Julho de 1779, e Comendador da Ordem de Cristo, Inspetor-Geral das Obras Públicas do Convento do Coração de Jesus e Conselheiro da Fazenda Real.
Por morte de seu irmão Joaquim Inácio da Cruz Sobral herdou o título de Senhor do Morgado de Sobral de Monte Agraço e de todos os empregos e honras que ele tinha que lhe confirmaram a mesma Rainha e o mesmo Rei: Administrador da Alfândega de Lisboa, e depois foi nomeado Conselheiro de Capa e Espada da Fazenda Real, Conselheiro de Sua Majestade Fidelíssima, Tesoureiro-Mor do Real Erário e Alcaide-Mor de Freixo de Numão.

## Casamento e descendência
Casou em Génova com Maria Maddalena Antonia (Maria Madalena Antónia) Crocco. Ela era filha de Carlo Maria Crocco e de Chiara Giacinta Donati. Por parte paterna era neta de Stefano Crocco e Lepida Costa. Toda a família de sua esposa era natural de Génova. 
Com a esposa teve um filho e duas filhas: 
- Sebastião António da Cruz Sobral (bap. 23 de Dezembro de 1758 - ?), seguiu as Letras, foi Ouvidor da Alfândega de Lisboa com Beca e foi Desembargador do Conselho da Fazenda Real sem perceber ordenado e Senhor da Casa de seu pai, 3.º Senhor do Morgado de Sobral de Monte Agraço e Alcaide-Mor de Freixo de Numão, solteiro e sem geração.
- Joana Maria da Cruz Sobral (bap. 9 de Julho de 1760 - 21 de Outubro de 1812), 4.ª Senhora do Morgado de Sobral de Monte Agraço, casada a 20 de Fevereiro de 1773 com Geraldo Venceslau Braamcamp de Almeida Castelo Branco (28 de Setembro de 1752 - 6 de Julho de 1828), 4.º Senhor Consorte do Morgado de Sobral de Monte Agraço e 1.º Barão de Sobral e Alcaide-Mor de Freixo de Numão por sua mulher, 2.º Senhor do Morgado da Luz e Comendador de Santa Maria de Atouguia na Ordem de Cristo, com geração.
- Leonor Clara da Cruz Sobral (6 de Agosto de 1761 - ?), solteira e sem geração.